# Vereyken Glacier
Vereyken Glacier är en glaciär i Antarktis. Den ligger i Östantarktis. Nya Zeeland gör anspråk på området. Vereyken Glacier ligger 954 meter över havet.
Terrängen runt Vereyken Glacier är kuperad åt nordost, men åt sydväst är den bergig. Terrängen runt Vereyken Glacier sluttar norrut. Trakten är obefolkad. Det finns inga samhällen i närheten. 